# Autosilis nitidula
Autosilis nitidula – gatunek chrząszcza z rodziny omomiłkowatych i podrodziny Silinae.

## Taksonomia
Gatunek ten opisany został po raz pierwszy w 1792 roku przez Johana Christiana Fabriciusa pod nazwą Cantharis nitidula.

## Morfologia
Chrząszcz o wydłużonym ciele długości od 4,5 do 6 mm. Ubarwienie samca jest całkowicie czarne, samicy natomiast czarne z czerwonym przedpleczem. Powierzchnię przedplecza cechuje delikatna rzeźba oraz rozproszone i drobne punktowanie. U samca boczne krawędzie przedplecza są głęboko wycięte w tyle. U samicy przedplecze jest silnie poprzeczne, o zaokrąglonych kątach i krawędziach bocznych pozbawionych wycięć. Pokrywy są nieco rozszerzone za barkami.

## Ekologia i występowanie
Owad rozmieszczony od nizin po góry, w Polsce dochodzący do 1300 m n.p.m. Preferuje lasy pierwotne i mało zmienione, o wilgotnym podłożu. Zasiedla m.in. bory bagienne, sosnowe świeże i lasy mieszane. Owady dorosłe na nizinach i wyżynach obserwuje się od końca kwietnia do końca maja, w górach zaś od maja do czerwca. Spotykane są na kwitnących śliwach i czeremchach oraz na roślinach runa leśnego, w tym borówkach, miodunkach, starcach i szczyrach.
Gatunek palearktyczny, znany z Francji, Niemiec, Austrii, północnych Włoch, Polski, Czech, Słowacji, Ukrainy, Rumunii, europejskiej części Rosji oraz obwodu tomskiego na zachodzie Syberii. 